# Симподий

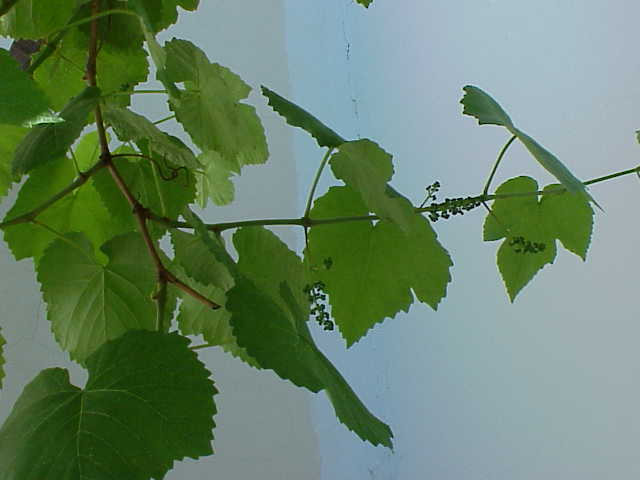
Симподий винограда культурного (Vitis vinifera)

Симпо́дий (от др.-греч. συν- — приставка со значением совместности и πούς, род. падеж ποδός — «нога, стопа»; здесь — «ветвь, ось») — осевой орган растения (корень, стебель, ствол, ветвь, корневище), состоящий из участков осей разных порядков и возникающий в результате так называемого «перевершинивания» в процессе роста и ветвления, то есть формирующийся в результате деятельности нескольких или многих верхушечных меристем последовательных порядков, сменяющих друг друга по принципу «перевершинивания»; часть побеговой системы растения, представляющая собой совокупность побегов продолжения возрастающего порядка.
При дихотомическом ветвлении у низших и ряда высших споровых растений (например, плаунов) симподий (так называемый «дихоподий») возникает в результате более сильного развития одной из ветвей развилки и смещения на каждом из повторных этапов ветвления слабой ветви вбок. При боковом ветвлении у большинства высших растений (включая все цветковые растения) симподий образуется в результате прекращения верхушечного роста корня или побега и замещения его боковым корнем или побегом, который принимает, как правило, то же направление роста, что и замещаемый. Прекращение деятельности верхушечной меристемы может быть вызвано её отмиранием вследствие внешних повреждений (например, высыхания, отмерзания, срезания), образованием верхушечного цветка или соцветия, на что полностью расходуется вся верхушечная меристема, уклонением главной оси от первоначального направления роста. Типичными симподями являются стволы и крупные ветви большинства лиственных деревьев и кустарников, а также корневища большинства многолетних трав, поскольку перевершинивание у них происходит многократно в течение жизни, а иногда ежегодно. Симподий как тип ветвления может быть наследственным признаком (например, у липы, берёзы, орешника) или следствием частых повреждений морозом и вредителями (например, у дуба), обрезки (например, у тополя). Соцветия, формирующиеся по принципу симподия, называются цимозными.